# Sféroid

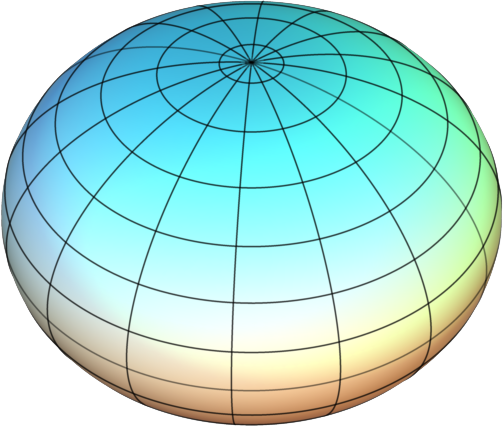
zploštělý sféroid

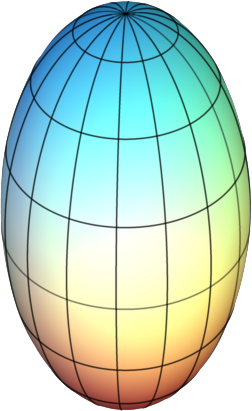
protáhlý sféroid

Sféroid (z řec. sfaira, koule) neboli rotační elipsoid je elipsoid, jehož dvě poloosy jsou stejně dlouhé. Sféroid se používá v teorii tíhového potenciálu Země za účelem aproximace hladinových ploch geopotenciálu. V americkém fotbale či ragby má míč tvar sféroidu.